# Illuyankas

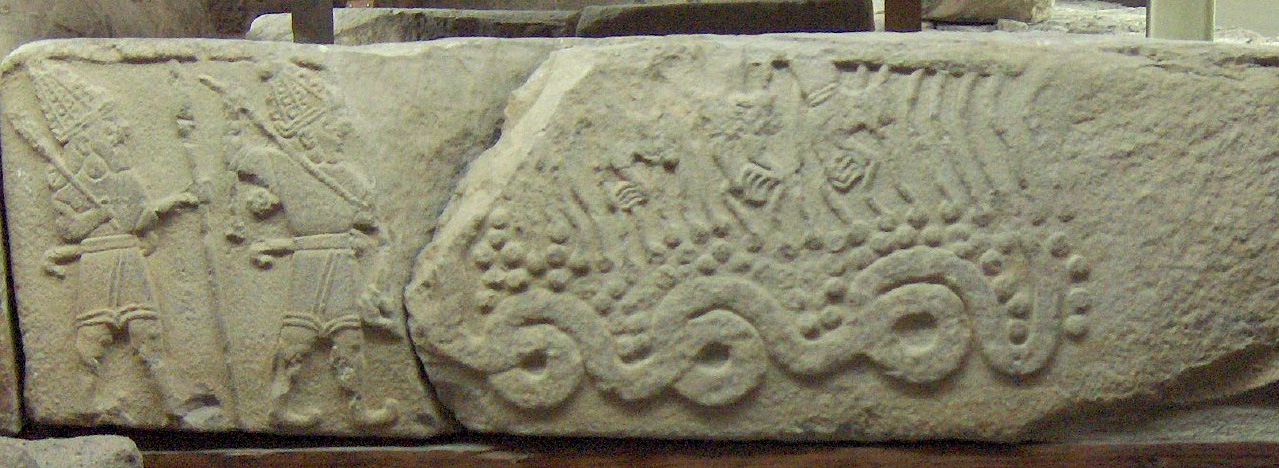
De hemelgod doodt de draak Illuyankas. Achter hem staat zijn zoon Sarruma. Museum der Anatolische Beschavingen, Ankara, Turkije.

Illuyankas of Vishap (ook geschreven als Illuyanka) is een slang uit de onderwereld, en een draak uit de Hettitische mythologie. Deze mythologie werd sterk beïnvloed door elementen uit de Armeense, Hatti en de Hurri mythologie. De strijd tussen de stormgod Teshub en de draak Illuyankas heeft een Hettitische oorsprong. De draak is daar symbool van het kwaad, volgens de oude Anatoliërs van wie ze het verhaal erfden, waarmee de stormgod Teshub vocht en zwaar verloor. Het is niet duidelijk welk geslacht deze slang heeft, mannelijk of vrouwelijk.
Illuyankas wist Teshub in Kiskullissa te verslaan. Er zijn verschillende versies over wat daarop volgde. Teshub kwam gehavend uit de strijd volgens twee versies van Hittitische mythen.
In een daarvan gaf de Hatti-godin Inaras ter ere van Illuyankas en zijn kinderen een groot feestmaal. Toen zij zich zo volgevreten hadden, dat ze hun hol niet meer in konden, bond de sterveling Hupasiyas - Inaras' geliefde - hem met een touw. Daarna kwam haar vader, de stormgod, en samen met een aantal andere goden doodde hij de draak.
Een latere versie geeft een ander verhaal. De stormgod Teshub en de draak Illuyanka leveren strijd, waarbij de draak wint en de ogen en het hart (symbolen van medelijden en begrip) ontrukt aan de stormgod. Hierop wil de stormgod wraak nemen en hij huwt met de godin Hebat, de dochter van een sterveling, Arm genaamd. Zij verkrijgen een zoon Sharruma. Deze huwt later de dochter van de draak Illuyankas. Theshub vraagt aan zijn zoon om zijn ogen en zijn hart als huwelijksgeschenk. Aldus weer volledig hersteld, gaat de stormgod opnieuw de strijd aan met de draak. Wanneer de draak op het punt staat de strijd te verliezen, ontdekt Sharruma de ware toedracht van de zaak en beseft dat hij gebruikt werd. Hij vraagt aan zijn vader om ook gedood te worden. Aldus doodt de stormgod de draak en zijn eigen zoon met donder en bliksem. Deze versie staat geïllustreerd op het kalkstenen reliëf, dat gevonden werd in Malatya en dateert ongeveer van 1050-850 v.Chr.
Deze mythe is een goede weergave van het eeuwige dualisme : de strijd tussen goed en kwaad.
De mythe werd later overgenomen in de Griekse mythologie als de die van de strijd tussen de hemelgod Zeus en Typhon, het serpent met de honderd vuurspuwende drakenkoppen.
Er is ook een verwantschap tussen Illuyankas en de Leviathan uit de Bijbel (Psalm 104:26) en het draakachtige schepsel Hedammu zoon van Kumarbi uit de Hurritische mythologie.

## Etymologie
Illuyankas is waarschijnlijk een samengesteld woord, waarbij tweemaal een woord voor "slang" werd gebruikt, nl. het Proto-Indo-Europese woord "illu" en het Hurri woord "anka". Gebruikt men het tweede woord voor het eerste, dan bekomt het Latijnse woord "anguilla" (aal). Het woord "illu" is etymologisch verwant met ons woord "aal" en het Engelse "eel", terwijl het woord "anka" verwant is met Sanskriet "ahi". 
Een andere etymologie gaat in de richting van een oorspronkelijke naam "Eluy-anka" (de slang van El), bewaker van de Elohim, het pantheon van alle West-Semitische godheden. In de mythologie van Kanaän wordt hij Lotan genoemd.